# 프라수그렐
프라수그렐(Prasugrel)은 혈전 형성을 막기 위해 사용하는 항혈소판제이다. P2Y12 ADP 수용체의 비가역적 억제제이다. 다이이찌산쿄에서 개발해 UBE에서 생산 중이며, 미국에서는 일라이 릴리 앤드 컴퍼니와 협업해 시판 중이다. 상품명은 에피언트(미국, 호주, 인도, 대한민국 등에서는 Effient, EU에서는 Efient)이다.
2009년 2월 유럽연합에서 프라수그렐 사용을 승인, 미국에서는 2009년 7월에 사용을 승인했다. 적응증은 경피관상동맥중재술(PCI)을 받은 급성 관상동맥 증후군(ACS) 환자에서 (스텐트 혈전증을 포함한) 혈전성 심혈관계 사건 발생 감소이다.

## 의학적 사용
PCI를 받을 예정인 급성 관상동맥 증후군 (불안정 협심증, NSTEMI, STEMI) 환자에서 저용량 아스피린과 병용해 혈전증 발생을 줄이는 데에 사용한다. 같은 항혈소판제인 클로피도그렐과 비교했을 때, 프라수그렐의 출혈 발생 위험이 더 높지만 환자의 사망, 심근경색 재발, 뇌졸중의 복합 목표점(composite endpoint)에 이르는 빈도를 줄이는 효과는 더 뛰어나다는 것이 알려져 있다. 전반적인 사망률은 두 약물이 비슷했다.
출혈 위험을 감안해, 75세 이상이거나 체중이 가벼운 사람(60kg 미만), 일과성허혈발작(TIA)이나 뇌졸중 병력이 있는 환자에서는 사용하지 않는다. 일차적 PCI 없이, 관상동맥 조영술을 시행할 예정인 환자에서 프라수그렐 치료 시작은 권고하지 않는다.

## 부작용
발생 가능한 부작용은 다음과 같다.
- 심혈관계: 고혈압 (8%), 저혈압 (4%), 심방세동 (3%), 서맥 (3%), 비심장성 흉통 (3%), 말초 부종 (3%), 혈전성 혈소판감소성 자반증 (TTP)
- 중추신경계: 두통 (6%), 어지럼증 (4%), 피로감 (4%), 발열 (3%), 사지 말단의 통증 (3%)
- 피부: 발진 (3%)
- 내분비 및 대사: 고콜레스테롤혈증/고지혈증 (7%)
- 위장관계: 구역질 (5%), 설사 (2%), 위장관 출혈 (2%)
- 혈액: 백혈구감소증 (3%), 빈혈 (2%)
- 근육 및 골격: 요통 (5%)
- 호흡계: 코피 (6%), 호흡곤란 (5%), 기침 (4%)
- 혈관부종 등의 과민반응

### 금기증
소화성 궤양이나 두개내 출혈 같은 활성 상태의 병적 출혈이 있는 환자, TIA나 뇌졸중 같은 출혈 병력이 있는 환자에게는 뇌졸중 발생 위험이 높으므로 투여하지 않는다. 차일드-푸 점수상 클래스 C인 간기능 저하 환자에서도 마찬가지 이유로 투여하지 않는다. 한편 약물 구성 성분에 락토스가 포함되어 있으므로 유당의 흡수에 문제가 있는 유전병 환자에게 투여하지 않는다.

## 상호작용
약물 상호작용 가능성은 낮다. 가령, 양성자 펌프 억제제(PPI)와 병용 시 프라수그렐의 항혈소판 효과는 줄이지 않으면서도 위장관 출혈 위험을 낮출 수 있다는 사실이 밝혀져 있다.

## 약리학

### 약동학

프라수그렐(왼쪽 위)이 활성 대사산물인 R-138727(오른쪽 위)로 대사되는 과정. 아래쪽 두 개의 분자는 비활성 상태의 싸이오락톤으로, 서로 호변 이성질체 관계이다.

프라수그렐 자체는 전구약물로, 체내로 들어온 프라수그렐은 장의 카복실에스터화효소 2와 간의 카복실에스터화효소 1로 인해 빠르게 대사되어 비활성 상태의 싸이오락톤이 된다. 이 싸이오락톤은 다시 CYP3A4와 CYP2B6, 그리고 적게는 CYP2C9와 CYP2C19에 의해 대사되어 약리학적으로 활성을 가지는 대사산물인 R-138727로 변환된다. R-138727의 생물학적 반감기는 약 7시간, 범위는 2~15시간 정도이다. 연구에서 건강한 피험자, 안정 상태의 죽상경화증이 있는 환자, PCI를 받은 환자 모두가 비슷한 약동학을 보였다.

### 작용 기전
프라수그렐은 티클로피딘, 클로피도그렐 등과 함께 ADP 수용체 억제제 중에서도 싸이에노피리딘 계열에 속한다. 이들 약제는 P2Y12 수용체에 비가역적으로 결합해 혈소판의 응집 과정을 억제한다. 프라수그렐은 클로피도그렐보다 빠르고 일관적으로, 그리고 더욱 강하게 혈소판 응집을 막는다.

## 추가 자료
- Dean L (2017). 〈Prasugrel Therapy and CYP Genotype〉.   Pratt VM, McLeod HL, Rubinstein WS,  외. 《Medical Genetics Summaries》. National Center for Biotechnology Information (NCBI). PMID 28520385. Bookshelf ID: NBK425796.